# Эвгениос Эвгенидис (судно)
«Эвгенос Эвгенидис» (Ευγένιος Ευγενίδης ) — трёхмачтовая шхуна, греческое учебное парусное судно. Ныне корабль-музей. Построена в 1929—1930 годах на шотландской верфи William & Denny Bros, Дамбартон, для британского судовладельца-магната, Уолтера Ренсимена (1847—1937), возведённого в достоинство пэра (с титулом 1-й барон Ренсимен). Автор корабельного чертежа — G. L. Watson. Паруса работы фирмы Ratrsey & Lapthorn. До 1939 года судно использовалось как яхта семейства Ренсимена, старший сын которого, Ренсимен, Уолтер, 1-й виконт Ренсимен Доксфордский, был известным британским политиком. Во время Второй мировой войны яхта была поставлена на реке Helford, Корнуолл и использовалась британскими диверсантами в качестве материнского судна. В 1945 году судно перешло в шведские руки, сначала в «Abraham Rydberg Foundation of Stockholm», а затем в «Einar Hansen's Clipper Line of Malmo», и было переименовано в «SUNBEAM» и «FLYING CLIPPER» соответственно. 
В 1965 были произведены изменения в рангоуте и добавлены 3 паруса, и судно стало использоваться в качестве учебного для экипажей этих шведских судовладельцев. Парусник сыграл «основную роль» в фильме «Летающий клиппер», и принял участие в фильме «Лорд Джим», (Lord Jim (1965 film)). Был отмечен в двух первых гонках высоких парусных судов (1956—1958). В 1965 году судно было куплено Министерством морского флота Греции и было названо в честь судовладельца и мецената Евгения Эвгенидиса, завещанной суммой которого была покрыта 1/3 стоимости покупки судна. «Эвгениос Эвгенидис» продолжал служить в качестве учебного судна для курсантов морских училищ торгового флота до 1990 года. После чего «Эвгениос Эвгенидис» был переведён в ведомство министерства культуры Греции, которое в свою очередь предоставило судно Морскому музею Греции. В 1998 правительственным указом (ΦΕΚ 890/Τεύχος Β/19 Αυγ 1998), парусник был охарактеризован историческим памятником в собственности министерства культуры. С 2004 года, с помощью Военно-морского флота «Эвгениос Эвгенидис» был превращён в Корабль-музей и поставлен у причала, в «Парке греческой морской традиции» (Άλσος Ελληνικής Ναυτικής Παράδοσης) в Фалере, рядом с флагманом греческого флота в Балканские войны, броненосным крейсером «Авероф», восставшим в 1973 году эсминцем «Велос», воссозданной триерой «Олимпия» и музейным судном-кабелеукладчиком «Фалесом Милетским».
В 2014 году ВМФ Греции, рапортом в министерство обороны, запросило вернуть «Эвгениосу Эвгенидису» статус учебного судна для курсантов морских училищ военного и торгового флота, и вернуть его в состав флота.